# Cruciada Aragoneză
Cruciada Aragoneză ori Cruciada Aragonului a fost proclamată de Papa Martin al IV-lea împotriva regelui Aragonului, Pedro al III-lea cel Mare, în 1284 – 1285. Datorită cuceririi aragoneze a Siciliei, papa a hotărât organizarea unei cruciade împotriva regelui Pedro, pe care l-a deposedat în mod oficial de titlul regal. Motivul era acela că Sicilia era fief papal. Bunicul actualului rege, Pedro al II-lea, predase regiunea Sfântului Scaun. Martin a cedat la rândul lui Sicilia lui Charles, conte de Valois (și mai târziu și conte de Anjou), fiul regelui Franței, Filip al III-lea cel Cutezător.
Conflictul s-a transformat rapid într-un fel de război civil, de vreme ce fratele lui Pedro, regele James al II-lea al Maiorcăi, s-a aliat cu francezii. James moștenise de asemenea comitatul Roussillon, avându-și domeniile între cele ale monarhilor francezi și aragonezi. Pedro s-a opus moștenirii lui James, care-i era frate mai mic, care-i încălca astfel dreptul medieval al primului născut, rivalitatea aceasta fiind transferată în mod oficial în cadrul cruciadei.
În 1284, o armată franceză sub conducerea lui Filip și Charles a intrat în Roussillon. Această armată era compusă din cam 16.000 de cavaleriști, 17.000 de arcași, în jur de 100.000 de pedestrași și 100 de corăbii cu echipajele lor în porturile din sudul Franței. În ciuda sprijinului de care se bucura această armată din partea lui James, populația locală s-a răsculat împotriva lor. Orașul Elne a fost apărat cu vitejie de așa-numitul bâtard de Roussillon (bastard de Roussillon), fiul natural al lui Nuño Sánchez, fostul conte de Roussillon (1212–1242). Până în cele din urmă, orașul a fost cucerit, iar catedrala orașului a fost incendiată, în ciuda prezenței în oraș a legatului papal, care a încercat să oprească devastările. Forțelele regale au avansat.
În 1285, Filip cel Cutezător a asediat orașul Girona. În ciuda rezistenței îndârjite, orașul a fost cucerit. Charles a fost încoronat aici rege al Aragonului pe 28 aprilie de cățre cardinalul Jean Cholet. Încoronarea s-a făcut fără o coroană adevărată, pe creștetul lui Charles cardinalul plasând propria mitră. Charles avea să fie numit în derâdere roi du chapeau.
Situația regelui Filip s-a agravat brusc, amiralul lui Pedro al III-lea, Roger de Lauria, reușind să distrugă în bătălia de la Les Formigues întreaga flotă franceză. În plus, tabăra franceză și chiar și legele au fost loviți de o epidemie de dezinterie. Moștenitorul tronului Filip al IV-lea a negociat cu inamicii tatălui său pentru a asigura libera trecere a familiei regale peste Munții Pirinei. Armatei franceze nu i s-a asigurat însă dreptul la liberă trecere și a fost decimată în bătălia de la Col de Panissars. Regele Franței a murit la Perpignan, capitala lui James al Maiorcăi, și a fost îngropat în Narbonne. Pedro a murit la rândul lui la scurtă vreme după aceasta.
Istoricul H. J. Chaytor descria cruciada Aragonului ca „... poate cea mai nedreaptă, nenecesară și catastrofală acțiune întreprisă vreodată de monarhia Capetiană”. Pentru Franța, urmările cruciadei au fost neînsemante, dar Maiorca a dispărut ca entitate politică independentă. Fiul lui Pedro, Alfonso al III-lea a anexat Maiorca, Ibiza și Minorca în numai câțiva ani. În 1291, tratatul de la Tarascon l-a recunscut pe Alfonso ca rege al Aragonului și a ridicat interdicțiile papale asupra casei sale regale, iar în 1295, Tratatul de la Anagni a retrocedat Sicilia lui James.